# Emmanuelle Gorjeu
Emmanuelle Gorjeu, née le 3 mars 1989 à Rennes, est une joueuse française de basket-ball. Elle évolue au poste de meneuse.

## Biographie
Après avoir joué, de 2010 à 2012, avec le Pays d'Aix Basket 13 en Ligue féminine de basket (LFB), elle s'engage avec le Reims Basket Féminin en Ligue Féminine 2 pour la saison 2012/2013 puis l'année suivante. En 2013-2014, elle inscrit 7,3 points et 3 rebonds de moyenne à Reims, puis signe pour la saison suivante à Dunkerque-Malo grand littoral basket club toujours en Ligue 2.
Elle rejoint le club du COB Calais lors de la saison 2017-2018. Après 2 saisons, elle décide de prendre du recul avec le basket afin d'entamer une reconversion professionnelle dans l'immobilier mais continue d'évoluer en NF2 dans le club voisin de Dunkerque-Malo grand littoral basket club. 
Elle effectue son retour à Calais à l'aube de la saison 2021-2022. En fin de saison elle annonce sa grossesse

## Clubs
- 2006-2010 : Avenir de Rennes (LF2)
- 2010-2012 : Pays d'Aix Basket 13 (LFB)
- 2012-2014 : Reims Basket Féminin (LF2)
- 2014-2017 : Dunkerque-Malo grand littoral basket club (LF2)
- 2017-2019 : COB Calais (LF2)
- 2019-2021 : Dunkerque-Malo grand littoral basket club (NF2)
- 2021-2022 : COB Calais (LF2)

## Sélections
- 2009 : Équipe de France lors des championnats du monde universitaire à Belgrade en Serbie.